# Blåmåra
Blåmåra (Asperula orientalis) är en måreväxtart som beskrevs av Pierre Edmond Boissier och Rudolph Friedrich Hohenacker. Enligt Catalogue of Life ingår Blåmåra i släktet färgmåror och familjen måreväxter, men enligt Dyntaxa är tillhörigheten istället släktet färgmåror och familjen måreväxter. Arten förekommer tillfälligt i Sverige, men reproducerar sig inte. Inga underarter finns listade i Catalogue of Life.